# Infinity (Tabletop)
Infinity ist ein von der spanischen Firma Corvus Belli seit 2005 produziertes und vertriebenes Tabletop-Spiel im 28-mm-Maßstab in englischer und spanischer Sprache. Die deutsche Version erschien bis 2017 bei Ulisses Spiele. Das Spiel ist skirmish-zentriert, legt sein Hauptaugenmerk also auf das Zusammentreffen meist zweier relativ kleiner Gruppen von individuell agierenden Miniaturen. Illustrationen und Artwork zu Infinity zeigen starke Anklänge im Manga-/Anime- und Cyberpunk-Bereich.
Am 16. Dezember 2024 veröffentlichte Corvus Belli die 5. Edition ihres Spiels.

## Hintergrund
Infinity spielt ca. 175 Jahre in der Zukunft. Die Menschheit hat sich mit Hilfe von Wurmlöchern weiter in der Galaxis ausgebreitet und Planeten kolonisiert. Die rasche Expansion kam jedoch durch den Kontakt mit einer kriegerischen Alien-Spezies ins Stocken. Des Weiteren ist die Bevölkerung der Erde nicht mehr national organisiert, sondern hat sich nach dem Aurora-Zwischenfall zu sechs Gruppierungen vereinigt. Zu diesen sechs Gruppierungen tritt, als siebte spielbare Fraktion, die als Vereinigte Armee bekannte Alienfraktion hinzu.
Zudem existiert noch die Organisation O-12. Diese hat die Funktion der UNO übernommen und residiert auf dem Planeten Concilium. O-12 ist in mehrere Abteilungen gegliedert, die Handel, Kommunikation u. a. überwachen und kontrollieren. Des Weiteren ist O-12 für die Wartung und Kontrolle der künstlichen Intelligenz ALEPH zuständig, welche viele Aufgaben der ehemaligen Staatenregierungen übernommen hat und jeden Menschen konstant überwachen kann.

## Fraktionen

### PanOceania
Panoceania, kurz PanO, entwickelte sich in der Mitte des 21. Jahrhunderts graduell aus den Staaten Ozeaniens und Indiens, denen sich später Teile Südamerikas, Europas und Nordamerikas anschlossen. Religion nimmt in PanO einen hohen Stellenwert ein. Die Hauptreligion ist hierbei das Christentum. Die Vorherrschaft des Christentums zeigt sich auch in PanO-Truppen wie der Schweizer Garde oder den Knights Hospitaller. Die Kultur PanOs besteht aus einem Konglomerat westlicher Kultur mit starken Anleihen an den Kulturen Indiens, Neuseelands und Südamerikas.
PanO ist die technologisch am weitesten fortgeschrittene der menschlichen Gruppierungen.

### Yu Jing
Yu Jing entwickelte sich aus den Staaten Ost- und Nord- sowie Südostasiens unter der Hegemonie Chinas. Kulturell wurden die divergierenden kulturellen Strömungen Asiens unter der chinesischen Leitkultur subsumiert und integriert. Yu Jing setzt sein Hauptaugenmerk auf Diplomatie und Stealth-Taktiken.
Yu Jing ist die, nach PanO, technologisch am weitesten fortgeschrittene menschliche Gruppierung.

### Ariadna
Die Fraktion Ariadna ging aus verschiedenen Kolonie-Schiffen hervor. Diese starteten von der Erde aus durch ein Wurmloch zu dem Sternensystem „Dawn“. Nachdem das Wurmloch kollabierte, riss der Kontakt zu Erde ab. Daraufhin etablierte sich infolge interner Kämpfe unter den Kolonisten und der autochthonen Bevölkerung des Planeten eine eigene Gruppierung. Kulturell vereinen die Ariadner russische, schottische und französische sowie US-amerikanische Einflüsse. Außerdem beinhalten die Ariadner noch Hybrid-Truppen, die aus der eingewanderten menschlichen und der ansässigen Population hervorgingen.
Ariadna ist die technologisch am wenigsten fortgeschrittene Fraktion.

### Haqqislam
Haqqislam, auch der „Neue Islam“ genannt, wurde von dem Philosophen Farhad Khadivar begründet. Auf Grund von immer stärker werdenden Konflikten mit den verbliebenen Nationen und den sich etablierenden großen Gruppierungen emigrierten die Haqqislamiten zum Wüstenplaneten Bourak. Kulturell inkorporiert Haqqislam die verschiedensten vom Islam beeinflussten Strömungen, von der Nomaden und Stadtkultur Nordspaniens über die „typische“ arabische Kultur der Emirate bis zur osmanischen Kultur. Das Hauptaugenmerk der Haqqislamiten liegt in der friedlichen Forschung, wie Terraforming oder Pharmazie und Medizin. Haqqislam vertraut vorwiegend auf größere Mengen leichter Infanterie sowie infiltrierende und unterstützende Truppen wie Sanitätern.
Technologisch ist Haqqislam in den Bereichen der friedlichen Technologien weit fortgeschritten, hinkt den anderen Gruppierung in der Militärtechnologie jedoch hinterher.

### Nomads
Die Gruppierung der Nomaden setzt sich aus Gruppierungen zusammen, die nach dem Aufbau von Aleph, unzufrieden mit der Bevormundung und Überwachung, den Planeten Erde verließen. Die Nomaden residieren in drei riesigen Handelsschiffen. Diese sind Tunguska, Corregidor und Bakunin. Zusätzlich zu den Schiffen existieren noch zahlreiche kleinere Niederlassungen im Weltraum. Kulturell und religiös vereinen die Nomaden Aspekte der westlichen und südamerikanischen Kulturen sowie des Christentums und der griechisch-römischen Antike. Das Hauptaugenmerk der Nomaden liegt auf (teils illegalem) Handel und Informationstechnologie.
Die Nomaden sind technologisch weit fortgeschritten, stellen jedoch auf Grund der geringen Population meist kleine Spezialtruppen auf.

### Combined Army
Die Combined Army besteht aus verschiedenen Alien-Rassen, die unter der Herrschaft der EI (der Entwickelten Intelligenz) kämpfen. Nach dem ersten Kontakt mit den Menschen, begann die Vereinigte Armee sofort mit dem Kampf und der Anforderung von Verstärkungen.
Die Vereinigte Armee verfügt über weit entwickelte Physiologie und Technologie.

### Aleph
Mit dem Namen ALEPH wird die einzigartige, Künstliche Intelligenz benannt, welche die technischen Systeme, Netzwerke und das alltägliche Leben in der von Menschen besiedelten Sphäre überwacht, koordiniert und schützt. ALEPH wird, unter der Führung von O12, als die große Klammer dargestellt, die der Aufgabe dient, das sozio-politische und ökonomische System, in welches die einzelnen menschlichen Fraktionen eingebunden sind, zusammenzuhalten.
Stark kritisiert wird ALEPH durch die Fraktion der Nomads, welche sich auf Grund der Etablierung der ALEPH-KI, für ein Exil im All entschieden.
ALEPH setzt genetisch und biosynthetisch hergestellte und verbesserte Humanoide sowie hochtechnisierte Kampfroboter ein.

### Non-Aligned Armies
Neben den oben aufgeführten Gruppierungen existieren noch Söldnerarmeen, die unterschiedliche Einheiten der verschiedenen Gruppierungen in einer Armee vereinen.
Zudem existieren noch Sektor-Armeen der einzelnen Gruppierungen. Diese beinhalten Truppentypen, die einem bestimmten Planeten oder einer bestimmten Provinz zugeordnet werden. Diese Sektor-Armeen enthalten daher nur bestimmte, mit der Provinz oder dem Planeten assoziierte, Truppentypen.

### O-12
Die Menschheit hat die Sterne erreicht. Riesige Handelsschiffe in internationalem Besitz nutzen Wurmlöcher, um von einem Sternensystem zum nächsten zu springen, in einem Netz von Schleifenrouten, die als Circulars bekannt sind. Die Circulars werden von einer zwischenstaatlichen Organisation namens O-12 verwaltet, einem Ableger der Vereinten Nationen. Dieser Ableger wurde mit einer größeren Autonomie und Fähigkeit zur Durchsetzung seiner Entscheidungen ausgestattet, als seine Vorgänger je hatten. Eine einzige künstliche Intelligenz namens Aleph darf existieren, um O-12 bei der Aufrechterhaltung des fragilen Machtgleichgewichts zu unterstützen.

### JSA
Nach dem Aufstand, der es vom Joch Yu Jings befreite, war das unabhängige Großjapan völlig von seinen Verbündeten abhängig. Entschlossen, seinen früheren Ruhm wiederzuerlangen, eroberte es einen großen Teil des neu entdeckten Planeten Shinju und zog sich damit die Feindschaft der übrigen menschlichen Sphäre zu. Doch eine Gesellschaft, die auf dem Weg der Samurai wiederaufgebaut wurde und die von einer Armee wie der JSA  verteidigt wird, fürchtet niemanden.

### Tohaa
Die Tohaa sind eine fortgeschrittene außerirdische Zivilisation, die derzeit einen offenen Krieg gegen die Vereinigte Armee und ihre Kombinierte Armee führt. Die Wächter eines der großen Schätze des Universums, der Tohaa, haben dem Ansturm der VA länger als jede andere Rasse in dieser Galaxie standgehalten. Die Tohaa sind Meister der Biotechnologie, die in der Lage sind, schreckliche Viruswaffen und undurchlässige Symbiontenrüstungen zu bauen, aber auch andere Spezies zu verändern und ihnen mehr Intelligenz zu geben, damit sie an ihrer Seite kämpfen können. Die Tohaa brauchen Verbündete, und die Menschheit scheint für die erste Linie des Kampfes gegen die Kombinierte Armee geeignet zu sein.

## Grundzüge des Spielprinzips
Jede Miniatur repräsentiert einen bestimmten Typus, wie Hacker, leichte Infanterie etc., auf dem Spielfeld. Jeder Miniatur werden verschiedene Eigenschaften mit Zahlenwerten, wie Ballistische Fertigkeit oder Rüstungspunkte, zugewiesen. Auf diese Eigenschaftswerte werden Würfelproben mit einem zwanzigseitigen Würfel (W20) durchgeführt. Dabei wird meist unter den Wert gewürfelt, d. h. je höher der Eigenschaftswert umso größer die Wahrscheinlichkeit eines Erfolgs. Abhängig von der Spielsituation wird dieser Wert oftmals modifiziert.

## Veröffentlichungen

### Regelwerke
- 2005 Corvus Belli: Infinity – Grundregelwerk 1. Edition
- 2008 Corvus Belli: Infinity 2nd Edition Revised – Grundregelwerk 2. Edition
- 2009 Corvus Belli: Infinity Human Sphere – Erweiterung[3]
- 2013 Corvus Belli: Infinity Campaign Paradiso – Erweiterung
- 2015 Corvus Belli: Infinity N3 Guide Book – Hintergrundbuch 3. Edition
- 2015 Corvus Belli: Infinity N3 Rulebook – Grundregelwerk 3. Edition
- 2016 Corvus Belli: Infinity Human Sphere N3 – Erweiterung
- 2018 Corvus Belli: Infinity Uprising – Erweiterung[4]
- 2018 Corvus Belli: Infinity Third Offensive – Erweiterung[5]
- 2019 Corvus Belli: Infinity: Daedalus‘ Fall – Erweiterung[6]
- 2020 Corvus Belli: Infinity N4 Core Book – Hintergrundbuch 4. Edition[7]
- 2020 Corvus Belli: Infinity N4 Rulebook – Grundregelwerk 4. Edition
- 2020 Corvus Belii: Infinity Code One Rulebook – Grundregelwerk[8]
- 2022 Corvus Belli: Infinity Raveneye – Erweiterung[9]
- 2023 Corvus Belli: Infinity Endsong – Erweiterung[10]
- 2024 Corvus Belli: Infinity N5 – Hintergrund 5. Edition[2]
- 2025 Corvus Belli: Infinity N5 – Grundregelwerk 5. Edition[11]

### Pen- & Paper-Rollenspiel
2015 war eine Crowdfunding-Kampagne über Kickstarter von Modiphius Entertainment für ein Rollenspiel im Infinity-Universum erfolgreich. Für die Kampagne sind etliche Erweiterungen erschienen.
- 2018 Infinity The Roleplaying Game – Corebook
- 2018 Infinity The Roleplaying Game – Player's Guide
- 2018 Infinity The Roleplaying Game – Adventures in the Human Sphere
- 2018 Infinity The Roleplaying Game – Aleph
- 2018 Infinity The Roleplaying Game – Quantronic Heat
- 2019 Infinity The Roleplaying Game – Ariadna
- 2019 Infinity The Roleplaying Game – Yu Jing
- 2019 Infinity The Roleplaying Game – Haqqislam
- 2019 Infinity The Roleplaying Game – Nomads
- 2019 Infinity The Roleplaying Game – PanOceania
- 2019 Infinity The Roleplaying Game – Cost of Greed
- 2020 Infinity The Roleplaying Game – Mercenaries
- 2020 Infinity The Roleplaying Game – Combined Army
- 2021 Infinity The Roleplaying Game – Paradiso
- 2021 Infinity The Roleplaying Game – Tohaa
- 2021 Infinity The Roleplaying Game – Shadow Affairs
- 2022 Infinity The Roleplaying Game – Nebula of Mirrors
- 2022 Infinity The Roleplaying Game – Acheron Cascade
- 2022 Infinity The Roleplaying Game – Technology of the Human Sphere
- 2022 Infinity The Roleplaying Game – Ships of the Human Spere
- 2022 Infinity The Roleplaying Game – Hypercorps
- 2022 Infinity The Roleplaying Game – TAGs

### Romane und Comics
- 2016 Infinity Outrage – Manga[13]
- 2020 Infinity Betrayal – Manga[14]
- 2022 Infinity Downfall – Roman[15]
- 2023 Infinity Aftermath – Graphic Novel[16]
- 2024 By Fire and Sword – Roman[17]

### Ableger
- 2017 Aristea – Tabletop-Sportspiel[18]
- 2020 Infinity Defiance – Dungeon-Crawler[19]
- 2022 Infinity Deathmatch: TAG Raid – Brettspiel[20]
- 2024 RemRacers – Brettspiel

### Animationsserie
Im Juli 2024 wurde angekündigt, dass es eine Animationsserie von Lex+otis Studios mit dem Titel Infinity Paradise Lost geben wird.

## Rezension
- 2025 hatte die 5. Edition auf BoardGameGeek eine Wertung von 8,7 von 10 und eine Komplexitätswertung von 5,0 von 5.[22]